# Ionuț Tătaru
Ionuț Tătaru (sinh ngày 5 tháng 10 năm 1989) là một cầu thủ bóng đá người România thi đấu cho Cetate Deva.